# 1956 no Brasil
Esta é uma cronologia dos fatos acontecimentos de ano 1956 no Brasil.

## Incumbentes
- Presidente do Brasil - Nereu Ramos (11 de novembro de 1955 - 31 de janeiro de 1956)
- Presidente do Brasil -  Juscelino Kubitschek (31 de janeiro de 1956 - 31 de janeiro de 1961)

## Eventos
- 31 de janeiro: Juscelino Kubitschek toma posse como o 21º presidente do Brasil.[1]
- 1º de Fevereiro - Criado o Conselho de Desenvolvimento, pelo Decreto nº 38.744[2], que implementaria o Plano de Metas.
- 11 de Fevereiro a 29 de Fevereiro - Revolta de Jacareacanga: levante de militares da Força Aérea Brasileira contra o novo governo eleito.
- 25 de abril: A Usiminas, uma das maiores siderúrgicas do Brasil, é fundada em Ipatinga, no estado de Minas Gerais.
- 30 de maio: Conflito entre polícia e estudantes no Rio de Janeiro, durante campanha da UNE contra o aumento da passagem de bondes na cidade.
- 7 de setembro: Pelé começa sua carreira no Santos FC e marca um gol para vencer o Corinthans de Santo André por 7 a 1 em Santo André, São Paulo.[3]
- 14 de setembro: O projeto sobre a mudança da capital federal é aprovado pelo Senado Federal do Brasil.[4]
- 20 de setembro: A Lei nº 2.874 sobre a mudança da Capital Federal do Brasil e a criação da Novacap é sancionada pelo presidente Juscelino Kubitschek.[5][6]
- 23 de Novembro - Prisão do general Juarez Távora, por ter realizado manifestação política. Clubes militares que faziam manifestação política são fechados.[7]
- 27 de novembro: Adhemar Ferreira da Silva conquista a medalha de ouro na prova do salto triplo dos Jogos Olímpicos de Verão de Melbourne e torna-se o primeiro atleta brasileiro bicampeão olímpico.[8]

## Nascimentos
- 15 de janeiro: João Carlos Costa, treinador de futebol.
- 17 de janeiro: Taumaturgo Ferreira, ator.
- 31 de agosto: Angeli, chargista.

## Mortes
- 11 de janeiro: Augusto Calheiros, cantor e compositor (n. 1891).